# 高層気象台
高層気象台（こうそうきしょうだい）は、国土交通省気象庁の施設等機関である。高層気象の観測や研究、高層気象観測用測器の点検校正等の業務を行う。「気象台｣の名を持ちながら天気予報を行わない2つの機関のうちのひとつである（もう一つは東京管区気象台）。日本の首都東京に最も近い高層気象観測地点としても、重要な役割を持っている。

## 概要
- 所在：茨城県つくば市長峰1番地2

高層気象台で高層気象観測を行う際の観測所名は、「館野」（たての）である。その由来は沿革を参照のこと。気象関係者の間では、高層気象台は「館野」と呼ばれる事が多い。

## 沿革
- 1920年
  - 8月25日：ほぼ現在地である旧筑波郡小野川村館野に設立（当時の敷地には、現在気象研究所も所在）

現在のつくば市における最初の国の研究機関であり、研究学園都市の候補地選定において若干ながら影響を与えた。
  - 11月1日：地上気象観測開始
- 1944年9月：ラジオゾンデによる高層観測開始
- 1955年7月：分光光度計による大気オゾン観測開始
- 1968年3月：オゾンゾンデによるオゾン観測開始
- 1975年3月：現庁舎（旧庁舎の北西寄り）に移転
- 2001年12月1日：地域気象観測（アメダス）の観測点名を「長峰」から「つくば」に変更

## 組織
- 総務課（省令第70条）
- 観測第一課
- 観測第二課

## 業務内容
- 地上気象観測、係留気球による下層大気の観測及び研究
- 自由気球による高層大気の観測及び研究
- 地上に設置した光学機器による超高層大気（オゾン層など）の観測及び研究